# Koszykówka na Letniej Uniwersjadzie 1977
Koszykówka na Letniej Uniwersjadzie 1977 – zawody koszykarskie rozgrywane podczas Letniej Uniwersjady 1977 w Sofii. W programie znalazły się dwie konkurencje – turniej kobiet i mężczyzn. Rywalizacja kobiet odbyła się po raz szósty w historii letnich uniwersjad, a mężczyźni brali udział w tych zawodach po raz ósmy w historii.
Złoty medal w turnieju kobiet zdobyła reprezentacja Związku Radzieckiego, srebrny Stanów Zjednoczonych, a brązowy gospodynie, Bułgaria. W turnieju mężczyzn najlepsi okazali się koszykarze ze Stanów Zjednoczonych, którzy wyprzedzili Związek Radziecki. Trzecią pozycję zajęła Czechosłowacja.
Tytuł mistrzowski w rywalizacji mężczyzn dla Stanów Zjednoczonych był czwartym zdobytym przez ten zespół w historii turniejów koszykarskich podczas uniwersjad, podobnie jak tytuł zdobyty przez reprezentację Związku Radzieckiego w rywalizacji kobiet także będący czwartym w historii.

## Klasyfikacje medalowe

### Wyniki konkurencji
| Konkurencja:     | 1. miejsce        | 2. miejsce        | 3. miejsce     |
| Turniej kobiet   | ZSRR              | Stany Zjednoczone | Bułgaria       |
| Turniej mężczyzn | Stany Zjednoczone | ZSRR              | Czechosłowacja |

### Klasyfikacja medalowa państw
| Lp. | Państwo           |   |   |   | Ogółem |
| --- | ----------------- | - | - | - | ------ |
| 1.  | Stany Zjednoczone | 1 | 1 | 0 | 2      |
| 1.  | ZSRR              | 1 | 1 | 0 | 2      |
| 3.  | Bułgaria          | 0 | 0 | 1 | 1      |
| 3.  | Czechosłowacja    | 0 | 0 | 1 | 1      |